# Kuba az 1960. évi nyári olimpiai játékokon
Kuba az olaszországi Rómában megrendezett 1960. évi nyári olimpiai játékok egyik részt vevő nemzete volt. Az országot az olimpián 8 sportágban 12 sportoló képviselte, akik érmet nem szereztek.

## Atlétika
Férfi
| Versenyző         | Versenyszám | Előfutam | Előfutam | Negyeddöntő | Negyeddöntő | Elődöntő | Elődöntő | Döntő | Döntő    |
| Versenyző         | Versenyszám | Idő      | Hely.    | Idő         | Hely.       | Idő      | Hely.    | Idő   | Helyezés |
| ----------------- | ----------- | -------- | -------- | ----------- | ----------- | -------- | -------- | ----- | -------- |
| Enrique Figuerola | 100 m       | 10,4     | 1.       | 10,4        | 2.          | 10,4     | 2.       | 10,3  | 4.       |

| Versenyző   | Versenyszám | Selejtező | Selejtező | Döntő    | Döntő    |
| Versenyző   | Versenyszám | Eredmény  | Helyezés  | Eredmény | Helyezés |
| ----------- | ----------- | --------- | --------- | -------- | -------- |
| Ramón López | Hármasugrás | 14,53 m   | 33.       | kiesett  | kiesett  |

Női
| Versenyző   | Versenyszám | Előfutam | Előfutam | Elődöntő | Elődöntő | Döntő   | Döntő    |
| Versenyző   | Versenyszám | Idő      | Hely.    | Idő      | Hely.    | Idő     | Helyezés |
| ----------- | ----------- | -------- | -------- | -------- | -------- | ------- | -------- |
| Bertha Díaz | 80 m gát    | 11,7     | 5.       | kiesett  | kiesett  | kiesett | kiesett  |

## Birkózás
Szabadfogású
| Versenyző  | Versenyszám | 1. forduló                    | 1. forduló | 1. forduló | 2. forduló               | 2. forduló | 2. forduló | 3. forduló        | 3. forduló | 3. forduló | 4. forduló        | 4. forduló | 4. forduló | 5. forduló        | 5. forduló | 5. forduló | Döntő             | Döntő   | Döntő   | Helyezés |
| Versenyző  | Versenyszám | Ellenfél Eredmény             | Pont       | Hely.      | Ellenfél Eredmény        | Pont       | Hely.      | Ellenfél Eredmény | Pont       | Hely.      | Ellenfél Eredmény | Pont       | Hely.      | Ellenfél Eredmény | Pont       | Hely.      | Ellenfél Eredmény | Pont    | Hely.   | Helyezés |
| ---------- | ----------- | ----------------------------- | ---------- | ---------- | ------------------------ | ---------- | ---------- | ----------------- | ---------- | ---------- | ----------------- | ---------- | ---------- | ----------------- | ---------- | ---------- | ----------------- | ------- | ------- | -------- |
| José Yañez | 67 kg       | Martti Peltoniemi (FIN) · 3-1 | 3          | =13.       | Parkash Gian (IND) · 3-1 | 6          | =17.       | kiesett           | kiesett    | kiesett    | kiesett           | kiesett    | kiesett    | kiesett           | kiesett    | kiesett    | kiesett           | kiesett | kiesett | 17.      |

## Ökölvívás
| Versenyző        | Versenyszám | Selejtező         | 32-es főtábla             | Nyolcaddöntő      | Negyeddöntő       | Elődöntő          | Döntő             | Helyezés |
| Versenyző        | Versenyszám | Ellenfél Eredmény | Ellenfél Eredmény         | Ellenfél Eredmény | Ellenfél Eredmény | Ellenfél Eredmény | Ellenfél Eredmény | Helyezés |
| ---------------- | ----------- | ----------------- | ------------------------- | ----------------- | ----------------- | ----------------- | ----------------- | -------- |
| Esteban Aguilera | Könnyűsúly  | erőnyerő          | Danny O'Brien (IRL) · 0-5 | kiesett           | kiesett           | kiesett           | kiesett           | 17.      |

## Súlyemelés
| Versenyző   | Versenyszám | Nyomás   | Nyomás   | Szakítás | Szakítás | Lökés    | Lökés    | Összesen | Helyezés |
| Versenyző   | Versenyszám | Eredmény | Helyezés | Eredmény | Helyezés | Eredmény | Helyezés | Összesen | Helyezés |
| ----------- | ----------- | -------- | -------- | -------- | -------- | -------- | -------- | -------- | -------- |
| Juan Torres | 67,5 kg     | 107,5    | =15.     | 97,5     | =20.     | 140,0    | =8.      | 345,0    | 15.      |

## Torna
Női
| Versenyző        | Versenyszám      | Selejtező | Selejtező | Döntő    | Döntő    |
| Versenyző        | Versenyszám      | Pontszám  | Helyezés  | Pontszám | Helyezés |
| ---------------- | ---------------- | --------- | --------- | -------- | -------- |
| Julia Uria       | Talaj            | 10,399    | 120.      | kiesett  | kiesett  |
| Julia Uria       | Ugrás            | 5,933     | 124.      | kiesett  | kiesett  |
| Julia Uria       | Felemás korlát   | 13,199    | 113.      | kiesett  | kiesett  |
| Julia Uria       | Gerenda          | 9,799     | 121.      | kiesett  | kiesett  |
| Julia Uria       | Egyéni összetett |           |           | 39,330   | 123.     |
| Yolanda Williams | Talaj            | 9,533     | 121.      | kiesett  | kiesett  |
| Yolanda Williams | Ugrás            | 7,866     | 122.      | kiesett  | kiesett  |
| Yolanda Williams | Felemás korlát   | 13,366    | 112.      | kiesett  | kiesett  |
| Yolanda Williams | Gerenda          | 11,333    | 120.      | kiesett  | kiesett  |
| Yolanda Williams | Egyéni összetett |           |           | 42,098   | 121.     |

## Úszás
Férfi
| Versenyző  | Versenyszám | Előfutam | Előfutam | Előfutam | Elődöntő | Elődöntő | Elődöntő | Döntő   | Döntő    |
| Versenyző  | Versenyszám | Idő      | Hely.    | Össz.    | Idő      | Hely.    | Össz.    | Idő     | Helyezés |
| ---------- | ----------- | -------- | -------- | -------- | -------- | -------- | -------- | ------- | -------- |
| Rubén Roca | 100 m gyors | 58,3     | 3.       | 25.*     | kiesett  | kiesett  | kiesett  | kiesett | kiesett  |
| Rubén Roca | 400 m gyors | 4:41,3   | 4.       | 23.      |          |          |          | kiesett | kiesett  |

* - egy másik versenyzővel azonos időt ért el

## Vitorlázás
Nyílt
| Versenyző                                | Versenyszám | Futam | Futam | Futam | Futam | Futam | Futam | Futam | Pontszám | Helyezés |
| Versenyző                                | Versenyszám | 1     | 2     | 3     | 4     | 5     | 6     | 7     | Pontszám | Helyezés |
| ---------------------------------------- | ----------- | ----- | ----- | ----- | ----- | ----- | ----- | ----- | -------- | -------- |
| Carlos de Cárdenas Plá Jorge de Cárdenas | Csillaghajó | 340   | 475   | 475   | 261   | 562   | (101) | 312   | 2425     | 13.      |

## Vívás
Férfi
| Versenyző         | Versenyszám       | Csoportkör | Csoportkör | Csoportkör        | Csoportkör | Csoportkör        | Csoportkör  | Csoportkör        | Csoportkör | Csoportkör        | Csoportkör | Helyezés    |
| Versenyző         | Versenyszám       | 1. kör | 1. kör     | 2. kör            | 2. kör     | Negyeddöntő       | Negyeddöntő | Elődöntő          | Elődöntő   | Döntő             | Döntő      | Helyezés    |
| Versenyző         | Versenyszám       | Ellenfél Eredmény | Hely.      | Ellenfél Eredmény | Hely.      | Ellenfél Eredmény | Hely.       | Ellenfél Eredmény | Hely.      | Ellenfél Eredmény | Hely.      | Helyezés    |
| ----------------- | ----------------- | --- | ---------- | ----------------- | ---------- | ----------------- | ----------- | ----------------- | ---------- | ----------------- | ---------- | ----------- |
| Abelardo Menéndez | Párbajtőr, egyéni | 7. csoport · Berndt-Otto Rehbinder (SWE) · 5-1 · Jaime Duque (COL) · 5-4 · Allan Jay (GBR) · 2-5 · Dieter Fänger (EUA) · 0-5 · Ali Annabi (TUN) · 4-5 · Gilbert Orengo (MON) · 3-5 | 5.         | kiesett           | kiesett    | kiesett           | kiesett     | kiesett           | kiesett    | kiesett           | kiesett    | helyezetlen |